# Blind Teddy Darby
Blind Teddy Darby (eigentlich Theodore Roosevelt Darby; * 2. März 1906 in Henderson, Kentucky; † Dezember 1975) war ein US-amerikanischer Blues-Gitarrist und -Sänger.
Als Kind kam Darby nach St. Louis, Missouri. Seine Mutter brachte ihm das Gitarrespielen bei. Er wuchs in einem rauen Umfeld auf und verbrachte einige Zeit in Erziehungsheimen, weil er z. B. „Mondschein“ (illegal gebrannter Schnaps: „moonshine“) verkaufte.
Im Alter von 20 Jahren erblindete Darby an grünem Star und begann sich als Musiker durchzuschlagen, vor allem in East St. Louis, Illinois, oft begleitet von seinem Vetter Tom Webb (Piano). Er beschrieb sein hartes Leben in Stücken wie Lawdy Lawdy Worried Blues, She Thinks She’s Slick, Bought a Bottle of Gin und Bootleggin' Ain’t Good No More. Bisweilen begleitete Darby Peetie Wheatstraw bei seinen Auftritten.
Zwischen 1929 und 1937 machte er als „Blind Teddy Darby“, „Blind Darby“, „Blind Blues Darby“ und „Blind Squire Turner“ Aufnahmen für die Plattenlabels Paramount, Victor, Bluebird, Vocalion und Decca. 1960 wurde er „wiederentdeckt“ und von Pete Welding von Testament Records aufgenommen – diese Aufnahmen wurden jedoch nie veröffentlicht.
Darbys Song Built Right On The Ground wurde seit 1970 als I Never Cried mehrfach neu eingespielt, u. a. von John Miller (der als Erster den Titel änderte), Roy Book Binder, Howard Bursen und Phil Heywood.